# Andrea Guglielminetti
Andrea Guglielminetti (Torino, 1º febbraio 1901 – Torino, 10 aprile 1985) è stato un avvocato e politico italiano.

## Biografia
Nacque in via San Donato a Torino, nella stessa casa dove vent'anni prima era nata la poetessa Amalia Guglielminetti, della quale era cugino.
Studiò al liceo Cavour, ma saltò l'ultimo anno per iscriversi direttamente, a 16 anni, all'università di Torino, dove si laureò in legge a pieni voti. Attivo nei gruppi religiosi studenteschi, nel 1923 divenne presidente diocesano della Gioventù italiana di Azione cattolica (GIAC). S'iscrisse poi al Partito Popolare Italiano di Luigi Sturzo.

### L'antifascismo e la Resistenza
Nel 1924, al tribunale di Torino, commemorò in udienza il parlamentare Giacomo Matteotti assassinato dai fascisti. Per la sua militanza politica ed il rifiuto d'iscriversi al Partito Fascista fu escluso da ogni incarico d'ufficio, ma riuscì ugualmente ad affermarsi come avvocato civilista. Nel 1942 fu tra i promotori di un convegno clandestino dei cattolici democratici per ricostruire un partito cattolico; il 25 luglio 1943, alla caduta del regime, firmò, a nome della neonata Democrazia Cristiana, il primo manifesto dei partiti antifascisti. Successivamente fece parte del CLN piemontese. Subì anche l'arresto e il confino. Il 25 aprile 1945, alla Liberazione, entrò nella giunta regionale di governo.

### Il dopoguerra
Non riuscì ad essere eletto nelle elezioni politiche del 1946 e del 1948 ma, divenuto consigliere comunale nelle prime elezioni democratiche del 1946, fu capogruppo della Democrazia Cristiana nel consiglio comunale di Torino dal 1951 al 1956, durante la prima legislatura del sindaco Peyron. Dal 1951 al 1964 fu vicepresidente della Provincia di Torino, dove fu tra i promotori di Italia '61. Nel 1964 diventò assessore al lavoro nella giunta di Giuseppe Grosso e introdusse nel piano regolatore del Comune nuove norme per affrontare l'elevato sviluppo urbano di quel periodo.
Si dedicò anche alla professione, e fu iscritto all'Ordine degli Avvocati di Torino per oltre sessant'anni. Ebbe una famiglia molto numerosa, con 12 figli. Uno dei suoi nipoti, Andrea, perì tragicamente il 25 agosto 1963 a soli 18 anni nel tentativo di scalare il monte Rocciamelone.
Nel 1970 si ritirò dalla vita politica e fu sostituito alla guida del Comune di Torino da Giovanni Porcellana.
Il 24 aprile 1976 il sindaco comunista Diego Novelli gli conferì la cittadinanza onoraria della città per i valori civili e morali.
Morì a Torino il 10 aprile 1985. La sua città gli ha dedicato un giardino, nella zona centrale vicino a via Cernaia.